# Artur Nogueira
Artur Nogueira é um município brasileiro do estado de São Paulo, integrante da Região Metropolitana de Campinas. Localiza-se a uma latitude 22º 34'23" Sul e a uma longitude 47º 10'21" Oeste, estando a uma altitude de 588 metros. Sua população de acordo com o Censo 2022 (IBGE) era de 51 456 habitantes, possuindo uma área de 178,026 km². O município é conhecido como Berço da Amizade.

## História

### Origens
O território do atual município de Artur Nogueira pertenceu até o início do século XX à famílias tradicionais paulistas, como João e Matheus Ferreira de Camargo, conhecidos por “Doricos”, estabelecidos no Guaiquiçá, hoje município de Engenheiro Coelho; Francisco Pinto Adorno e irmãos no Mato Dentro; João Sertório e Dona Maria Glória Sertório no bairro do mesmo nome; os irmãos Magalhães na Fazendinha; Pedro da Cunha Claro no Taperão; os Cotrins no bairro do mesmo nome; os Amarais no bairro do mesmo nome; Jorge Tibiriçá no Ribeirão; Fernando Arens no Sítio Novo e os Rosas na Fazenda Palmeiras.
Também estabeleceu-se nessas terras o madeirense Daniel Cesário de Andrade, que chegou ao Brasil em torno de 1910.
Próxima de todas essas terras estava a propriedade da empresa Artur Nogueira & Cia, proprietária da Usina Ester, produtora de açúcar. O então território da atual sede municipal era chamado de “Lagoa Seca” e pertencia ao município de Mogi Mirim.

### Fundação
Por força do Decreto nº 1.300 de 22 de agosto de 1904 foi anexada ao Núcleo Colonial Campos Salles uma gleba de terras doada por Artur Nogueira & Cia ao Governo do Estado, formando a seção “Artur Nogueira” do núcleo.

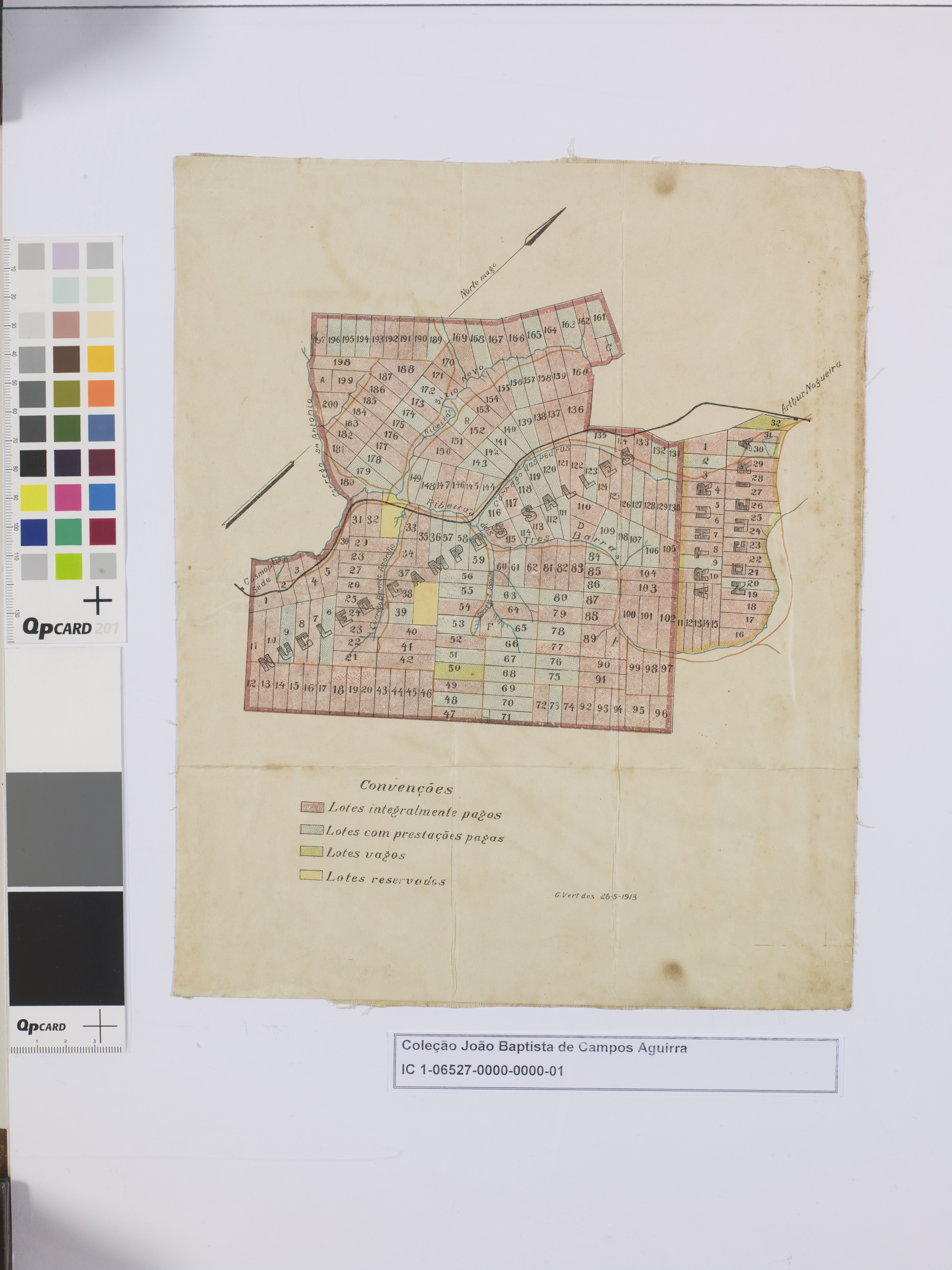
Planta do Núcleo Colonial Campos Salles, incluindo a seção Artur Nogueira.

A ferrovia atingiu a região em 1907, através da Estrada de Ferro Funilense, como ponta do primeiro prolongamento da linha após a abertura da mesma em 1899. O prolongamento da linha passava em terras da fazenda São Bento, de propriedade de Artur Nogueira, que as doou à Funilense em 1905.
Já a estação ferroviária foi erguida na gleba seguinte à fazenda, a pedido de seu proprietário Fernando Arens, e ficava próxima ao armazém de Francisco Cabrino, cujo prédio foi o primeiro a ser edificado e ainda hoje existe na atual Rua 15 de Novembro. 
A estação acabou recebendo o nome de Artur Nogueira, em homenagem ao doador das terras, apesar do local ser conhecido como Lagoa Seca, e por isso seu nome acabou por prevalecer, dando origem a atual denominação do município.
A povoação surgiu em torno dela, onde no ano seguinte é que vieram os verdadeiros fundadores da cidade, ocupando os lotes do patrimônio doado por Fernando Arens. Entre eles José Sanseverino, Júlio Caetano, João Pulz, Henrique Steckelberg, os Andrades, os Mauros, etc. Já se achavam também radicados na zona rural os irmãos Tagliari.

### Desenvolvimento
O rápido desenvolvimento foi favorecido pelas intensas imigrações italiana, alemã e espanhola, os quais cultivando a terra e criando gado iam aos poucos adquirindo as terras dos primitivos donos em pequenas glebas, acabando-se os grandes latifúndios. Depois, com a valorização do café, formaram-se nessas glebas grandes cafezais, mais tarde substituídos em parte por arroz e algodão.
Em 1916 foi criado o distrito de paz, subordinado à Comarca de Mogi Mirim. A instalação do cartório deu-se no ano seguinte, a 18 de outubro de 1917, tendo sido João Quintino de Brito o primeiro Oficial de Cartório e Henrique Steckelberg o primeiro Juiz de Paz. Os primeiros registros dos eventos vitais realizados neste cartório são:
- Nascimento: 21/10/1917
- Casamento: 15/12/1917
- Óbito: 21/11/1917

Data também de 1916 o início da construção da primeira capela. A Paróquia foi criada em 25 de novembro de 1934, e em 5 de janeiro de 1935 recebeu como primeiro vigário o Padre Cecílio Cury.
Havia no distrito duas escolas mistas, uma municipal e outra estadual, que tinham como professoras as senhoras Aninha da Cunha e Eugênia de Carvalho, respectivamente. Com a doação feita pelo senhor Henrique Steckelberg de um lote de sua propriedade foi construído o Grupo Escolar, por volta de 1920. Em 1937 foi inaugurada a iluminação pública e domiciliária, sendo a Companhia de Força e Luz de Mogi Mirim a encarregada do serviço.
Em 1938 houve a retificação de divisas entre os distritos de Artur Nogueira e Cosmópolis, este último pertencente à Campinas, ficando para o primeiro o Bairro Floriano Peixoto, que era vizinho da vila. Com essa retificação o território do distrito ganhou considerável área de terras.
E em 1948 teve início o movimento para a emancipação do distrito, com assinaturas em listas de todos os habitantes da vila que desejassem a emancipação. Sendo estas em grande número, foi requerido o plebiscito, o qual deu a vitória à emancipação, obtendo da Assembléia Legislativa do Estado parecer favorável à criação do município. Assim foi criado o município de Artur Nogueira, sendo que a primeira eleição acusou a vitória do senhor Severino Tagliari para prefeito, assumindo o cargo em 10 de abril de 1949.

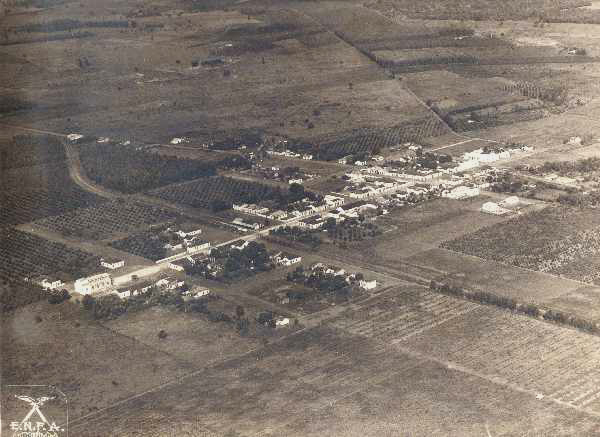
Vista aérea de Artur Nogueira (janeiro de 1940).

### Formação administrativa
- Distrito criado pela Lei n° 1.542 de 30/12/1916 com a estação do mesmo nome, no município de Mogi Mirim[13]
- Distrito Policial de Artur Nogueira criado em 20/08/1917[14]
- Elevado à categoria de município com a denominação de Artur Nogueira pela Lei n° 233 de 24/12/1948, desmembrado de Mogi Mirim[15][16]
- Pela Lei n° 3.198 de 23/12/1981 é criado o distrito de Engenheiro Coelho[8]
- Pela Lei n° 7.644 de 30/12/1991 são desmembrados do território do município de Artur Nogueira o distrito de Engenheiro Coelho, que se emancipou, e parte do território do distrito sede, que foi incorporado ao novo município de Holambra[8]

## Geografia

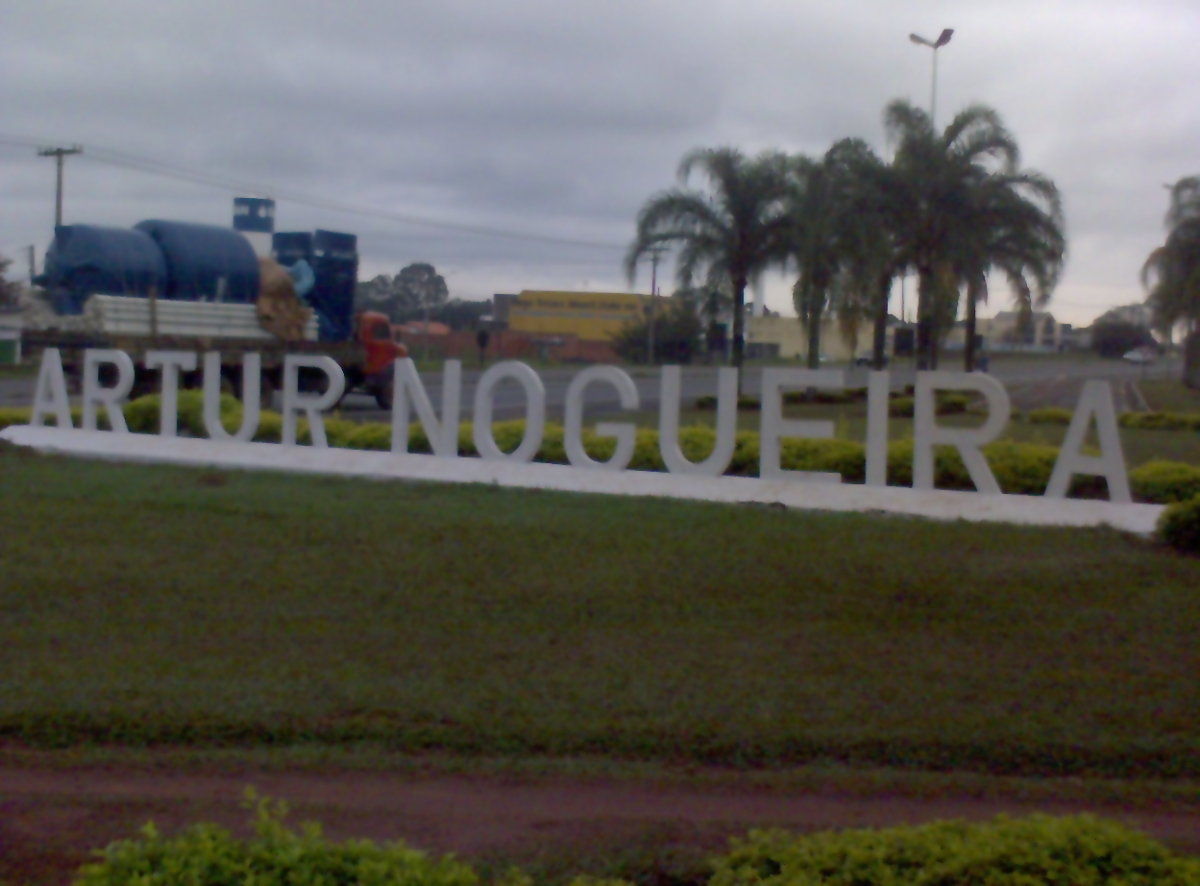
Entrada da cidade.

### Localização
Localizada na Região Metropolitana de Campinas, a cidade de Artur Nogueira dista aproximadamente 49 km de Campinas e 147 km de São Paulo.

### Hidrografia

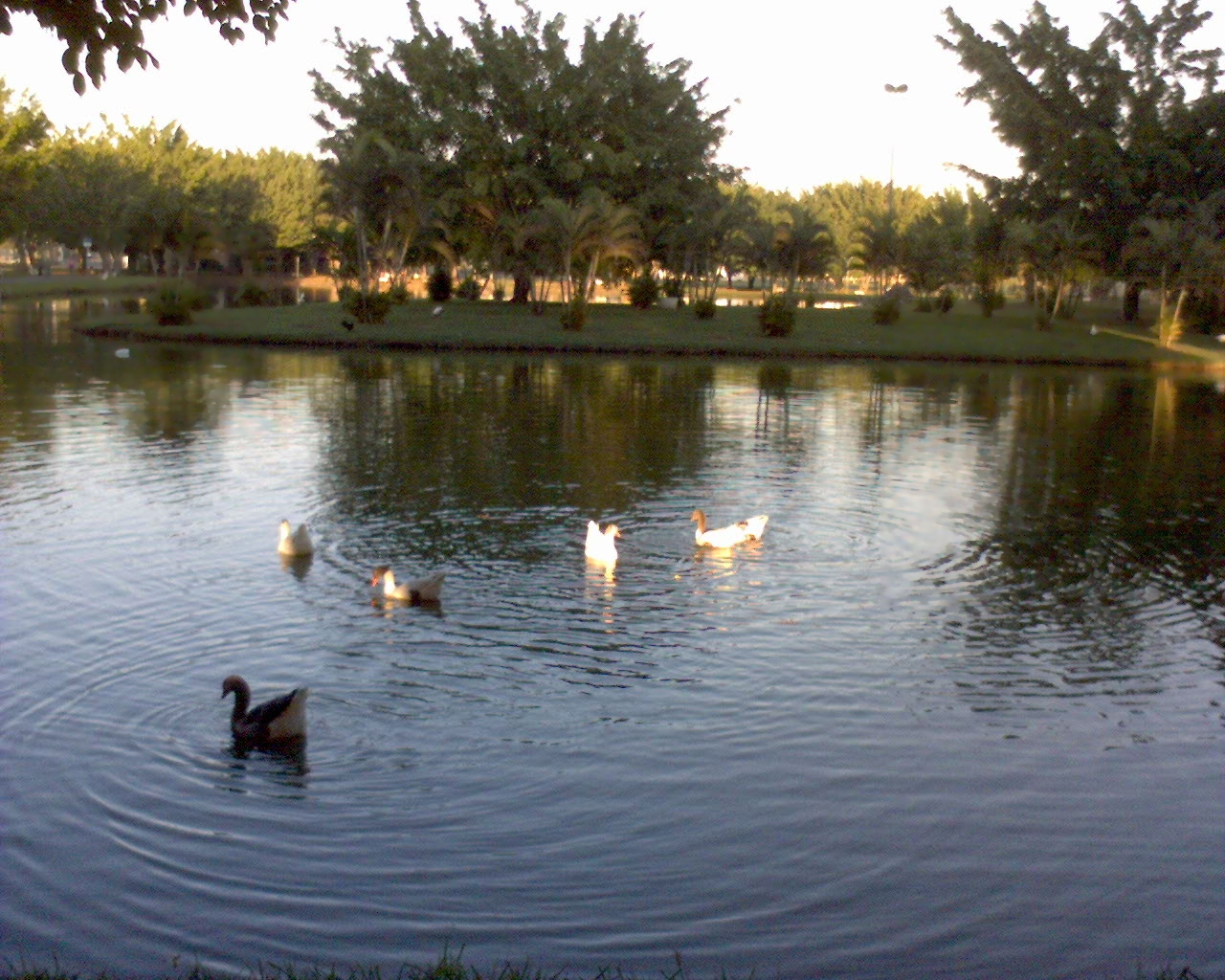
Centro de Lazer Prefeito Ederaldo Rossetti (Lagoa dos Pássaros).

O Município de Artur Nogueira está inserido na borda da bacia hidrográfica do Rio Jaguarí, fazendo divisas ao norte com a bacia do Rio Mogi-Guaçu.
Tem como principal corpo d’água o Rio Pirapitingui (que em Tupi Guarani quer dizer Rio dos Peixes Vermelhos). Além dele tem ainda o Ribeirão Boa Vista (também conhecido por Ribeirão Poquinha), Ribeirão das Três Barras, Ribeirão do Monjolo Grande e o Ribeirão dos Pires (também conhecido como Ribeirão do Sítio Novo).
O município possui ainda três represas dentro do perímetro urbano: o Balneário Municipal e a Lagoa dos Pássaros, ambas na cabeceira do Córrego Três Barras, sendo estas em áreas públicas, e a represa localizada em uma das cabeceiras do Córrego Cotrins, sendo esta de propriedade particular.
O município possui ainda uma grande quantidade de represas rurais, usadas para fins agrícolas, de irrigação ou piscicultura ou ainda com fins ornamentais, sendo que a captação de água para o abastecimento público é feita na Represa do Ribeirão dos Pires. Além disso possui inúmeros córregos e ainda e muitas grotas.
Artur Nogueira é um dos municípios integrantes do Consórcio das Bacias dos rios Piracicaba, Capivari e Jundiaí.

### Rodovias
- SP-107
- SP-332

## Demografia

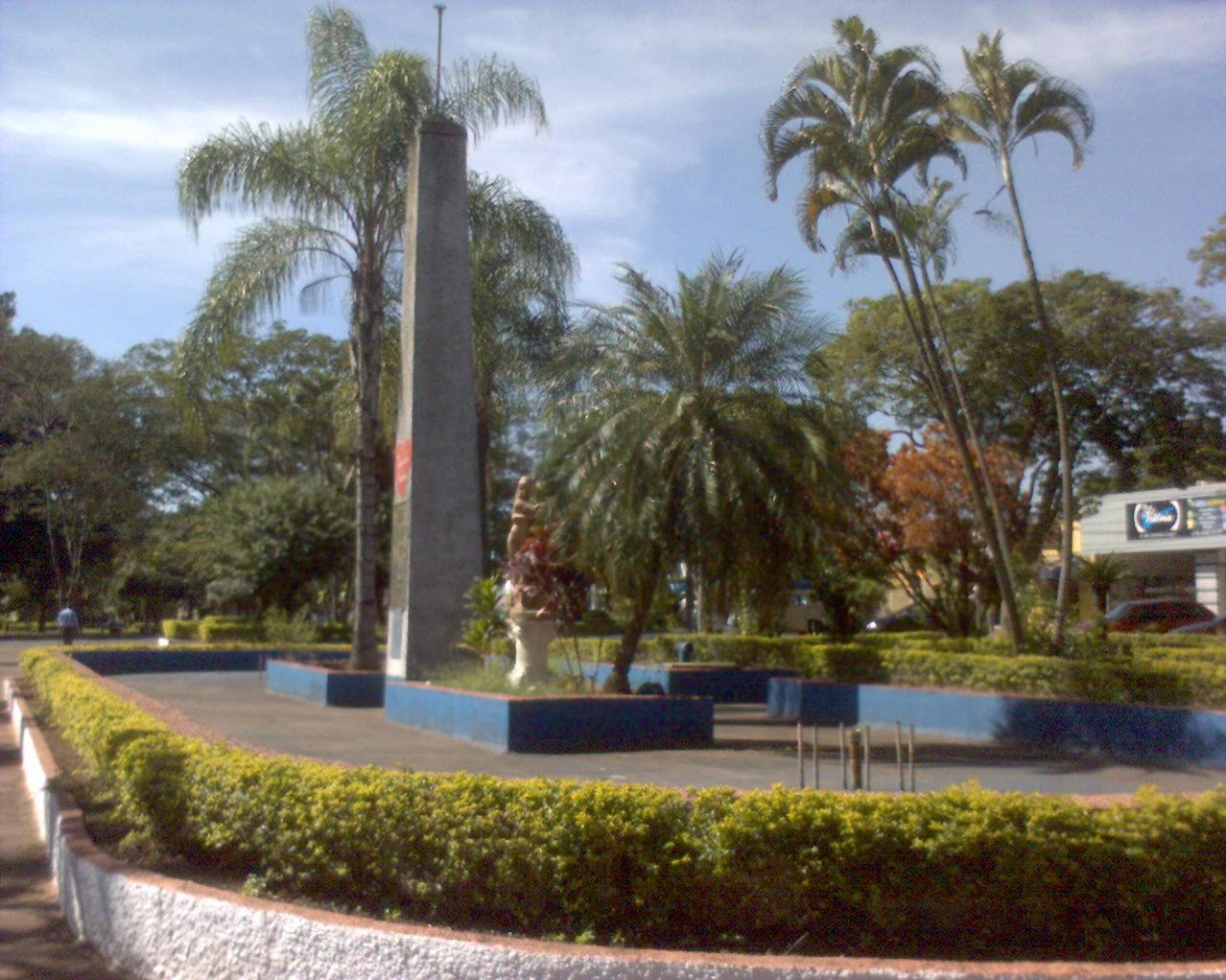
Praça Prof. Lucas Nogueira Garcez (Praça da Fonte).

### População
| Crescimento populacional                             | Crescimento populacional | Crescimento populacional | Crescimento populacional |
| Ano                                                  | População Total          |                          | %±                       |
| ---------------------------------------------------- | ------------------------ | ------------------------ | ------------------------ |
| 1950                                                 | 5 894                    |                          | —                        |
| 1958                                                 | 7 063                    |                          | 19,8%                    |
| 1960                                                 | 8 210                    |                          | 16,2%                    |
| 1970                                                 | 10 171                   |                          | 23,9%                    |
| 1980                                                 | 15 932                   |                          | 56,6%                    |
| 1991                                                 | 28 053                   |                          | 76,1%                    |
| 2000                                                 | 33 124                   |                          | 18,1%                    |
| 2010                                                 | 44 177                   |                          | 33,4%                    |
| 2022                                                 | 51 456                   |                          | 16,5%                    |
| Est. 2024                                            | 53 157                   | [ 18 ]                   | 3,3%                     |
| Fontes: Censos Demográficos IBGE e Estimativas SEADE |                          |                          |                          |

### Dados demográficos
Dados do Censo - 2010
População Total: 44.177
- Urbana: 39.998
- Rural: 4.179
- Homens: 22.075
- Mulheres: 22.102

Densidade demográfica (hab./km²): 248,15
Mortalidade infantil até 1 ano: 9,9 por mil

## Política e administração
- Prefeito: Lucas Sia Rissato (2021/2024)[24]
- Vice-prefeito: Davi Fernandes (2021/2024)
- Presidente da câmara: José Pedro de Jesus Paes (2021/2022)[25]

## Infraestrutura

### Saneamento
O serviço de abastecimento de água é feito pelo Serviço de Água e Esgoto de Artur Nogueira (SAEAN).

### Energia
A responsável pelo abastecimento de energia elétrica é a Neoenergia Elektro, antiga CESP.

### Comunicações
O sistema de telefones automáticos foi inaugurado na cidade pela Telecomunicações de São Paulo (TELESP) em 1978. Já o sistema de discagem direta à distância (DDD) foi implantado em 1981, com o código de área (0192).
Na década de 90 o código DDD da cidade foi alterado para (019), para padronização do sistema telefônico com a telefonia celular que estava sendo implantada em todo o estado.

## Religião
O Cristianismo se faz presente na cidade da seguinte forma:

### Igreja Católica
- A igreja faz parte da Diocese de Limeira.[33]

### Igrejas Evangélicas
Entre as igrejas protestantes históricas, pentecostais e neopentecostais, encontram-se na cidade:
- Assembleia de Deus Ministério do Belém.[35][36]
- Congregação Cristã no Brasil.[37].
- Igreja do Evangelho Quadrangular.[38]
- Igreja Evangélica de Confissão Luterana no Brasil.[39]